# Erling Kroner
Erling Kroner (16. april 1943, København – 2. marts 2011, København) var en dansk basunist og orkesterleder.
Han var uddannet på Berklee i Boston i 1969-1970 og 1973-1974 men spillede dog professionelt allerede fra 1961, blandt andet i Tyskland med Dixieland Stompers. Han spillede kort derefter også avantgarde musik, blandt andet med John Tchicai, samt rock med Melvis & His Gentlemen.
Fra 1967 har han desuden spillet med sin egen gruppe, som han har holdt sammen på siden, og som fortrinsvis har haft kvintet- eller tentet-form.
Kroner var i 1973-1986 også medlem af DR Big Band og spillede i 1970'erne desuden med NDR's Big Band i Hamburg, Leif Johanssons orkester og med svenske Lasse Beijboms gruppe, White Orange.
I 1979 modtog han Ben Webster Prisen.
Fra midten af 1990'erne var han leder af et stort orkester sammen med Lasse Beijbom, Beijbom-Kroner Big Band.
I 2004 dannede han sammen med den Amerikanske baryton saxofonist Ed Epstein gruppen " Bari-Bone Connection " Som indspillede cd ´en Bari my heart i 2007.
Han har freelance spillet med og dirigeret en række store europæiske orkestre, især i musik af Charles Mingus eller i egne kompositioner, som fremdeles har været præget af hans store og tidlige interesse for og indsigt i argentinsk musik og tangoen. I Argentina har han desuden arbejdet med lokale musikere og skrevet musik til tekster af Jorge Luis Borges.I 2005 dannede han sit helt eget big band EKNMO ( Erling Kroner New Music Orchestra ) som Spiller hans Egne kompositioner og co leader Niels Gerhards ( Basstrombone , Tuba ) og Astor Piazollas. Stilen er I Kroners , Mingus og Piazollas ånd , og har haft fin succes landet over , og indspillede 3 cd ´er.
Kroner døde i sit hjem omgivet af familien efter længere tids kræftsygdom.

## Diskografi
- Music Book (Spectator Records 1971)
- The Forgotten Art ( 1977 )
- Erling Kroner Tentet – Entre Dos Cielos ( 1982 )
- Erling Kroner en Buernos Aires ( 1991 )
- Erling Kroner Dark Side Orchestra ( 1992 )
- Beijbom / Kroner Big Band – Opposites Attract ( 1997 )
- Erling Kroner Dream Quintet – Ahi va el negro ( 1998 )
- Erling Kroner Dream Quintet – Trombonissimo ( 1999 )
- Beijbom / Kroner Big Band – Tango for Bad People ( 2004 )
- Erling Kroner New Music Orchestra – Tango Jalousie and all that Jazz ( 2005 )
- Erling Kroner New Music Orchestra – The Mariposa Project – Live on Jazzhouse ( 2007 )
- Erling Kroner New Music Orchestra – EKNMO B3 – ( 2008 )
- The Epstein – Kroner Bari Bone Connection – Bari My Heart ( 2008 )